# Morgan Nicholls
Morgan Daniel Nicholls je britský hudebník, který kdysi byl členem indie-punk rockové kapely Senseless Things, jež byla hlavně ve Spojeném království žádaná v devadesátých letech. Po rozpadu skupiny se vydal na sólovou dráhu pod pseudonymem Morgan. Od vydání své desky Organised hraje na baskytaru v kapele britského rappera The Streets. Občasně také hraje pro slavné Gorillaz, kteří podle Morgana vytvořili postavu fiktivního basisty Murdoca Niccalse.
V roce 2002 se Morgan stal producentem desky Drink Me londýnské indie rockové skupiny QueenAdreena. V srpnu 2004 poté, co si Christopher Wolstenholme zlomil zápěstí, dostal Morgan nabídku stát se na nějaký čas součástí kapely Muse a jejího turné. Poprvé se s Muse objevil na anglickém festivalu V Festival v roce 2004.
Od roku 2006, kdy Muse vydali album Black Holes and Revelations, vrátil se Morgan zpět ke skupině a občasně s ní vystupuje na světových koncertech. Kromě doprovodných vokálů také obsluhuje syntezátor, někdy pomůže Chrisovi s basovou kytarou a často hraje na klávesy některé Bellamyho klavírní vyhrávky, což je patrné například na DVD H.A.A.R.P zachycující koncert v New Wembley Stadium v červnu 2007.
O Nichollsovi se často v médiích hovoří jako o čtvrtém členovi Muse, nicméně oficiálně je kapela stále tříčlenná, což dokazují promo fotografie a také interview, kterých se Morgan v rámci skupiny nezúčastňuje.

## Diskografie

### Sólová diskografie

#### Alba
- 2000: Organized

#### Singly
- 1999: „Miss Parker“
- 1999: „Soul Searching“
- 2000: „Flying High“
- 2000: „Sitting in the Sun“

#### EPs
- 2012: Moonlight Rhino (obsahuje 3 skladby: „Moonlight Rhino“, „Sydney Sunset“ a „Balloon Busting“)

### se Senseless Things
- 1989: Postcard C.V.
- 1991: The First of Too Many
- 1993: Empire of the Senseless
- 1995: Taking Care of Business

### s Vent 414
- 1996: Vent 414

### s Gorillaz
- 2005: Demon Days
- 2006: Demon Days: Live at the Manchester Opera House

### s Muse
- 2008: HAARP
- 2013: Live at Rome Olympic Stadium